# Faro de San Telmo
El faro de San Telmo es un faro marítimo situado en Almería (Andalucía, España), sobre la costa del mar Mediterráneo.

## Historia
Se trata de una torre cuadrangular blanca con una franja negra, adornada en uno de sus muros con el indalo, símbolo de la provincia de Almería, e integrada dentro del antiguo castillo de San Telmo. Éste fue construido en 1772 como baluarte defensivo del puerto, equipado con cuatro cañones y fue restaurado durante el siglo XIX debido a sufrir cuantiosos daños durante la guerra de la Independencia Española.
Castillo y faro están situados en la cima del promontorio del mismo nombre, de algo más de 70 m s. n. m., lo que le otorga una vistas insuperables de la bahía y el puerto de Almería. En 1861 se aprobó la instalación de una luz provisional, que se instaló tres años más tarde.
En 1882 se hizo un faro móvil, aprobado al año siguiente.
Hacia el año 1900 se presentaron proyectos para ampliar el puerto hacia poniente, en concreto con la construcción de un cargadero en las inmediaciones de este faro, además de diferentes depósitos. aunque nunca se llevaría a cabo.